# Романска архитектура в Канавезе
Романската архитектура в района Канавезе, Пиемонт, Северна Италия е представена предимно от най-древните руини на важни религиозни сгради, като Катедралата на Ивреа и Абатство „Фрутуария“, както и от голям брой църкви със скромни размери (от които понякога са останали само камбанириите), издигащи се внушително на изолирани места в провинцията или на Мореновите хълмове на Ивреа, които характеризират пейзажа на Канавезе.
Този комплекс от народни църкви и оцелели камбанарии, въпреки че е проява на второстепенно романско изкуство, предизвиква интерес като доказателство за онзи строителен плам, който, заедно с разпространението на поклонническите пътувания, характеризира икономическото и социално развитие след 1000 г.

## Исторически и културен контекст
Присъствието в Канавезе на огромно наследство от религиозни сгради в романски стил (предимно датиращи от 11 и 12 век) придобива особен отзвук в народното въображение. Това става по силата на романтичната интерпретация, дадена на Средновековието, започвайки от 19 век – прочит, свързващ тези постройки с конкретни или предполагаеми исторически събития. Тази интерпретация е представена в Канавезе преди всичко от Джузепе Джакоза – автор, наред с други неща, на книгата „Замъци на Вале д'Аоста и Канавезе“ (Castelli Valdostani e Canavesani), която изследва интригуващи факти и герои от средновековната история на тези земи.
На първо място има политически и военни събития, които, около 1000 г., виждат като техен главен герой крал Ардуин от Ивреа. Множество сгради говорят за неговите подвизи и за легендата за него: Катедралата на Ивреа, която е в центъра на сблъсъка му с епископ Вармонд Арборийски, Абатството Фрутуария в Сан Бениньо Канавезе, с което Ардуин е свързан в живота чрез патронажни отношения и в което тленните му останки почиват дълго време; крепостта и църквата „Санта Кроче“ в Спароне, където през 1004 г. той се изправя срещу имперските войски на Хайнрих II.
В допълнение към това интересът към тези постройки в Канавезе се засилва от нарастването на интереса (и опита да се засили той на туристическо ниво) и към Via Francigena. Този поклоннически път припомня дългите и опасни пътувания на поклонници към Рим, които именно в абатствата и църквите от онова време са можели да намерят подслон за през нощта. Via Francigena, който от другата страна на Алпите влиза в Италия от прохода Голям Сан Бернар, минава през Вале д'Аоста, навлиза в Канавезе при село Карема и, следвайки течението на река Дора Балтеа до средата на брега, достига до град Ивреа, за да продължи към езерото Вивероне, село Рополо, градчето Каваля и град Сантия. Подходящи табелки посочват днес многобройните оцелели романски църкви, които могат да бъдат открити по трасето на този път.

## Архитектурен профил
От архитектурна гледна точка романските църкви и пиевета в Канавезе се подчиняват на основния модел на базилика с фасада с двоен наклон, с интериор от един или три кораба, завършващ с полукръгли апсиди. Един от най-елегантните и най-добре запазени примери е представен от църквата Сан Секондо в село Маняно. 
За църкви с три кораба в някои случаи (както в Катедралата на Ивреа) се приема решението с една голяма пръстеновидна апсида с амбулаторий; друг път страничните кораби са затворени от малки апсиди.
Има и различни архитектурни структури като Пиеве „Сан Лоренцо“ в село Сетимо Витоне с централен кръстообразен план. Структурата на т. нар. Джезиун също е доста оригинална, църква, която сега е до голяма степен в руини и се намира в района на село Пивероне. Нейният единствен корабът е прекъснат от преграда с три арки, поддържани от две колони, разделящи зоната на презвитерия.
Един особен архитектурен елемент, който се среща с известна честота в романските църкви в Канавезе - елемент, който подчертава културната близост с Франция, е т. нар. clocher – porche, т.е. конструкция на фасадата на камбанарията, в основата на която има преддверие, което служи за вход на църквата. Това е доста рядко решение в Паданската низина, което обаче се среща доста често в района на Канавезе: в село Луняко (Пиеве  „Пречистване на Дева Мария“), в село Киаверано (църква „Санто Стефано ин Сесано“) и на други места.

## Романски църкви в Канавезе

### Катедрала на Ивреа
Решението да се построи нова катедрала върху древните основи на предишни места за поклонение е взето от епископ Вармонд към края на 10 век. Работите продължават през 11 век, създавайки важна романска катедрала с надлъжен план и три кораба. От тази древна катедрала, въпреки бароковите трансформации и неокласическата фасада, днес се виждат забележителни следи: външната стена на апсидата, от чиито страни стоят двете камбанарии, украсени с единични, прозорците с две или три дъги, амбулаторият и криптата, увеличавана на няколко пъти. Недалеч от апсидата са оцелели и няколко арки, поддържани от тънки колони, принадлежащи към древния Клоатър на канониците.
Важен фрагмент от мозайка, изобразяваща Свободните изкуства (12 век), намираща се днес в близката Епископска семинария, вероятно идва от древния под на хора на катедралата.

### Абатство Фрутуария
Бенедиктинското абатство Фрутуария е основано през 1003 г. на територията на Сан Бениньо Канавезе от абат Гулиелмо да Волпиано, който също е известен архитект, активно ангажиран между Франция и Италия в изграждането на религиозни сгради, принадлежащи към неговия собствен орден. Фигурата на Гулиелмо да Волпиано свидетелства за значението, което монашеските ордени имат за насърчаване на формирането на братята като архитекти, които през романския период се местят от един строителен обект на друг в служба на ордена.
Църквата и комплексът на абатството претърпяват дълбоки трансформации през вековете, които от старите структури остават непокътната само масивната камбанария, почти символ на солидността на монашеския орден. Знае се, че е функционирало като прототип на бенедиктинската архитектура в Паданската низина.
Прецизните археологически разкопки, започнали в края на 1970-те години, позволяват да се извадят на бял свят под нивото на пода останките от оригиналната структура, проектирана от Гулиелмо. Също така е възможно да се възстановят останки от оригиналната мозаечна настилка, която е изненадваща с изтънчеността на фантастичните дизайни и деликатността на цветовете.

### Кула „Свети Стефан“ в Ивреа
В допълнение към оцелелите части от катедралата на епископ Вармонд, има и други примери за романска архитектура в град Ивреа: оригиналната камбанария на църквата „Свети Улрих“ (сега включена в църквата), Параклисът на Тримата влъхви в Светилището „Монте Стела“ и най-вече Кулата на Свети Стефан, оцеляла следа от бенедиктинското абатство със същото име, вероятно построено от 1044 г.
Църквата е разрушена през 1558 г. от френската армия, за да може да укрепи градските стени; останалата част от манастира е разрушена през 1757 г., за да направи място за градините на тогавашния дворец на граф Балдасаре Пероне.
Красивата оцеляла камбанария е изградена от тухли и каменни блокове в долната част и по-нагоре от тухли само за да се намали теглото ѝ. Тя е декорирана в горната част на всяка площадка с теракотени висящи арки и е осветена чрез серия от единични, двойни и тройни извити прозорци, които придават елегантност на външния ѝ вид. Влиянието на модела на камбанарията на Абатство Фрутуария е очевидно, тъй като древният бенедиктински манастир Санто Стефано е бил пряк филиал на това абатство.

### Църква „Санта Кроче“ в Спароне
Църквата „Санта Кроче“ се намира на Крепостта на село Спароне, където още преди 1000 г. е съществувал древният каструм, където според традицията крал Ардуин през 1004 г. отвръща успешно на обсадата на войските на император Хайнрих II.
Остават само предполагаеми руини от замъка и древните укрепления, вътре в които се намира - единствената непокътната сграда - романската църква „Санта Кроче“. Външният ѝ вид е доста трезв: лявата ѝ страна се опира на периметърните стени на крепостта; апсидата и дясната страна са украсени с лезени (вертикална плоска и тясна колона на стена, която няма основа и капители, за разлика от пиластъра), осеяни с двойни висящи арки – характерни елементи, поне от 11 век, на романския стил.
Примитивната романска архитектура на църквата е видоизменена, без обаче да бъде изкривена, през следващите години. Последните реставрационни работи изваждат на бял свят в апсидата важни готически стенописи, датиращи от края на 14 век.

### Пиеве „Сан Лоренцо“ в Сетимо Витоне
Палео-християнският комплекс, образуван от Пиеве „Сан Лоренцо“ и Баптистерия на Свети Йоан Кръстите в село Сетимо Витоне, представлява една от най-старите останки в района на Канавезе, вероятно датираща от втората половина на 9 век. Произходът на тази църква се проследява от някои учени до 6 или 7 век и, като се вземат предвид последващите ремонти, се счита за по-подходящо да се говори за предромански стил в това отношение.
Разположена на високо място по отношение на града и течението на река Дора Балтеа, пиевето и прилежащият баптистерий трябва да са представлявали през Средновековието важна спирка за пътници и поклонници по Via Francigena.
Баптистерият и църквата, възникнали в средата на епохата на Каролингите, са един от основните примери за предроманска архитектура в Пиемонт. Те са построени основно с камъчета и отломки от местен камък; покривите са почти изцяло изпълнени с характерните lose (плочи от естествен камък). Баптистерият има осмоъгълен план и е покрит със сегментиран свод. Тухлената камбанария, поставена над свода, очевидно представлява по-късна пристройка (вероятно през 13 век). По-късна е и правоъгълната апсида, която излиза от осмоъгълния периметър, с функцията на презвитерий на баптистерия.
Първоначално, както и при други подобни сгради, баптистерият е трябвало да бъде отделен от църквата; по-късно от южната страна е построен проход, който се свързва с нея. Енорийската църква, с една зала, има план на латински кръст, с три малки параклиса, с цилиндрични сводове, които се отварят в зоната на презвитерия. В него се влиза през камбанарията, която се опира на наоса, също построен в по-късен период (може би 13 век), като същевременно премахва примитивния вход.

### „Джезиун“ в Пивероне
Руините на свещената сграда, известна с диалектното име Gesiùn (буквално „църквище“, въпреки скромния размер на сградата) стоят напълно изолирани на изток от село Пивероне, в местността Тороне, на кръстопът на две местности в средата на лозя и обработваеми ниви. Благодарение на своите архитектурни характеристики, Джезиун представлява един от най-уникалните и дори аномални примери за романска архитектура в района на Канавезе и със сигурност една от най-многозначителните точки на участък на Via Francigena в Канавезе.
Няма исторически сведения за произхода на църквата. Някои архитектурни характеристики на сградата ни карат да поставим датата между края на 10 и средата на 11 век, а други - по-специално структурата с колони и арки (тридъгови прозорци), която разделя кораба от презвитерия, предполагат датиране още по-рано.

### Баптистерий на Сан Понсо
Баптистерият в село Сан Понсо има малко необичаен архитектурен облик, с преувеличено стройна форма, дължаща се на високата камбанария, поставена върху купола.
Сградата има осмоъгълен план с различни по дължина страни; върху тях се отварят осем апсиди, редуващи се с правоъгълно и полукръгло сечение. Стените са доста масивни, като дебелината почти навсякъде надхвърля един метър. Върху тази масивна конструкция стои фенер, който поддържа полусферичен купол с външно покритие от lose (плоски и тънки камъни). Възприетото архитектурно решение (характеризиращо се с редуването на правоъгълни и полукръгли апсиди и с наличието на осмоъгълен фенер) показва подчертани прилики с ломбардските решения (по-специално с Баптистерия на Ломело). Високата камбанария, поставена над купола, представлява любопитна добавка от 1585 г., несъответстваща на романския стил. Външният вид на баптистерия е много селски: единствените декоративни мотиви са представени от двойки малки арки върху лезени, с донякъде неправилни размери; прозорците са с дълбоки разширения, които дават живот на процепа.

### Clocher – porcheна Енорийската църква на Луняко
Архитектурното решение на т. нар. clocher – porche, т.е. изграждането на камбанарията на фасадата, в основата на която има преддверие, което служи за вход на църквата, е доста разпространено в района на Канавезе. В допълнение към Пиеве „Сан Лоренцо“ в село Сетимо Витоне подобни постройки има в селата Киаверано, Боленго и Пеко.
Енорийската църква на Пречистването на Дева Мария (известна още като Санта Мария дела Канделора) стои изолирана на кратко разстояние от центъра на село Луняко, близо до гробището; представлява най-старата култова сграда във Валкиузела, вероятно построена върху останките на езически храм. Романската каменна камбанария, която излиза от повърхността на фасадата, датира от 11 век; разделена е на пет нива с рустикални отвори и декорации с мотиви на висящи арки.
Сегашният ккорпус на църквата – с три кораба отвътре, централният с извити сводове, двата странични с кръстати сводове, всичките без апсиди, е построен по-късно, пак през Средновековието. На външната стена на северния кораб, към гората, все още личат останки от стената на първобитната църква.

### Църква „Санто Стефано дел Монте“ в Кандия Канавезе
Църквата „Санто Стефано дел Монте“ стои изолирана на върха на хълм с изглед към село Кандия Канавезе, на панорамна позиция, която гледа към Мореновия басейн на Канавезе, с езерото Кандия и алпийския кръг над него.
Първите документални новини за църквата датират от 1177 г., по силата на була, съставена по повод прехвърлянето на църквата и прилежащия манастир в собственост от канониците на Приюта на Светите Николай и Бернардо от Монте Джове (т.е. Редовите каноници на Конгрегацията на хоспиталиерите на Голям Св. Бернар). Някои историци предполагат, че около 1100 г. църквата е била бенедиктински манастир на Фрутуария.
Църквата има конструкция от тухли и речни камъчета и донякъде гол вид. Изпъкналата фасада предполага наличието на три кораба вътре. Отвън, по стените на църквата, минава украса с висящи арки от теракота, поставени близо до покрива. На гърба се вижда апсида, която затваря централния кораб. Конструкцията отговаря на класическите канони на романската архитектура, използвани и в провинциалните църкви: апсидалната форма с три кораба се среща в други съвременни църкви в района, като „Сан Секондо“ в село Маняно и „Сан Джакомо дела Беса“ в село Сала Биелезе.

### Църква „Санто Стефано ди Сесано“ в Киаверано
Романската църква, посветена на Свети Стефан („Sancti Stephani de Sexano“) в село Киаверано стои изолирано там, където някога е била местността Сесано, на доста внушително място с големи диоритни камъни, които изникват в земята, а на заден план – горите, които покриват склоновете на Мореновия амфитеатър на Ивреа.
Построена през 11 век, църквата представлява място за поклонение на жителите на древното селище Сесано, който вече е било обезлюдено през 13 век. Много внушителен, отвън, е изгледът на апсидата, украсена с поредица от слепи малки ниши. На фасадата има clocher porche, доста разпространено в района на Канавезе.
Църквата съхранява цикъл от стенописи, датиращи от средата на 11 век, които, макар и компрометирани от времето и от пренебрегване, вероятно представляват най-високия момент на романското изкуство в Канавезе.

## Списък на романските църкви в Канавезе
- Андрате: Църква „Санта Мария“ – камбанария
- Балдисеро Канавезе: Пиеве „Санта Мария ди Везпиола“
- Боленго: Църква „Свети Петър и Павел в Песано“
- Боленго: Църква „Сан Мартино в Паерно“ – камбанария
- Буроло: Църква „Санта Мадалена“
- Бусано: Енорийска църква „Сан Томазо“ – апсида
- Кандия Канавезе: Църква „Санто Стефано дел Монте“
- Канискио: Църква „Сан Лоренцо“ – камбанария
- Кастеламонте: площад „Мартири“ – камбанария (преустроена в горната ѝ част)
- Киаверано: Църква „Санто Стефано ди Сесано“
- Чирие: Църква „Сан Мартино ди Лирамо“
- Фаврия: Църква „Сан Пиетро Векио“
- Гросо: Църква „Сан Фереоло“
- Ивреа: Катедрала „Санта Мария“ (Дуомо) – камбанарии, апсида, амбулаторий, крипта, останки от Клоатъра на канониците
- Ивреа: Кула „Санто Стефано“
- Ивреа: Църква „Сант Улдерико“ – камбанария, включена във фасадата
- Ивреа: Параклис на Тримата влъхви
- Луняко: Енорийска църква „Пречистване на Дева Мария“
- Маняно: Църква „Сан Секондо“
- Монтанаро: Църква „Санта Мария д'Изола“ – камбанария
- Пеко: Църква „Сан Микеле“
- Пивероне: руини на романската църква, наречена „Джезиун“ (Gesiùn)
- Пивероне: Църква „Сан Пиетро ин Сублоко“ – камбанария
- Праскорсано: Гробищна църква „дел Кармине“
- Пратильоне: Църква „Сан Николао“ – камбанария
- Рока Канавезе: Църква „Сант Алесио“ – камбанария
- Сан Бениньо Канавезе: Абатство „Фрутуария“ – камбанария, археологически разкопки
- Сан Карло Канавезе: Църква „Санта Мария ди Спинерано“ – камбанария и апсида
- Сан Маурицио Канавезе: Стара гробищна църква – църква, камбанария, множество стенописи от 14 и 15 век (включително цикълът „Житие Христово“ от Бартоломео и Себастиано Сера);
- Сан Понсо: Баптистерий на Сан Понсо
- Скарманьо: Църква „Сант Еузебио ал Мазеро“
- Сетимо Витоне: Енорийска църква „Сан Лоренцо“
- Сетимо Витоне, местност Монтеструто: Църква „Сан Джакомо“
- Спароне: Рока ди Ардуино, Църква „Санта Кроче“
- Валперга: Църква „Сан Джорджо“ – камбанария
- Виалфре: Гробищен параклис „Сан Пиетро“ – камбанария
- Вивероне: Църква „Чела ди Сан Микеле“

## Галерия с изображения
- Андрате, църква „Санта Мария“, камбанария
- Боленго, църква „Све. св. Петър и Павел ин Песано“
- Буроло, църква „Санта Мадалена“
- Киаверано, църква „Санто Стефано ин Сесано“
- Чирие, църква „Сан Мартино ди Лирамо“
- Ивреа, криптата на катедралата
- Маняно, църква „Сан Секондо“, камбанария и апсида
- Скарманьо, църква „Сант Еузебио“
- Вивероне, Чела ди Сан Микеле

## Романска архитектура с гражданска употреба
В района на Канавезе има сравнително малко доказателства за архитектурни структури за гражданска употреба от Романската епоха, представени най-вече от кулите на древни имения, често преустроени през вековете. Сред оцелелите сгради са:
- руините на замъка Чеснола в община Сетимо Витоне, вероятно датиращи от 11 век;
- кулата Кастильоне в село Кандия Канавезе
- осмоъгълната каменна кула, която гледа към Площада на Републиката в град Кивасо, която представлява останките от древния замък на Маркизите от Монферат)
- кулите Телария и Ферланда в градчето Понт Канавезе

Сред другите граждански сгради, по-забележимо преустроени във времето, са: 
- кулата на кметството на градчето Романо Канавезе
- Червената кула в село Байро
- Gran Mason и Дом „Угони“(Casa degli Ugoni) в село Карема.  - Руините на замъка Чеснола, Сетимо Витоне
  - Кула Кастильоне, Кандия Канавезе
  - Осмоъгълна кула, принадлежала преди това на древния замък на Маркизите от Монферат, Кивасо
  - Общинска кула, Романо Канавезе

## Обяснителни бележки
1. ↑  „Легендата“ за Ардуин винаги е била много жива във фолклора на Канавезе: в това отношение трябва да се помнят историческите възстановки, провеждани всяка година: „Сеттимана Фруктуариенсе“, която се празнува в Сан Бениньо Канавезе в чест на основаването на Абатство Фрутуария; „Турнирът на май", който се провежда в Куорне; историческите възстановки в Спароне, празнувани пред руините на древната крепост
2. ↑  Интересът към изследването на Via Francigena е допълнително подсилен от раждането през 2001 г. на Асоциацията на италианските общини на Via Francigena, която през 2006 г. става Европейска асоциация на пътищата на Via Francigena.
3. ↑  AA.VV., La storia dell'arte, Vol. 4, Il Romanico, La Biblioteca di Repubblica, Electa, 2006, с. 56
4. ↑  Perotti, A., цит. съч.

## Библиографски бележки
1. ↑  Perotti, A., La via Francigena in Canavese, Grafica Santhiatese Editrice, 1998
2. ↑  Tibone, M.L., Cardino, L.M., Il Canavese Terra di Storia e di Arte, Omega edizioni, Torino, 1993
3. ↑  Повече информация Архив на оригинала от 2007-09-27 в Wayback Machine. - consultato il 17/1/2007

|  | Тази страница частично или изцяло представлява превод на страницата Architettura romanica nel Canavese в Уикипедия на италиански. Оригиналният текст, както и този превод, са защитени от Лиценза „Криейтив Комънс – Признание – Споделяне на споделеното“, а за съдържание, създадено преди юни 2009 година – от Лиценза за свободна документация на ГНУ. Прегледайте историята на редакциите на оригиналната страница, както и на преводната страница, за да видите списъка на съавторите. ВАЖНО: Този шаблон се отнася единствено до авторските права върху съдържанието на статията. Добавянето му не отменя изискването да се посочват конкретни източници на твърденията, които да бъдат благонадеждни. |